# Ivan Argunov
Ivan Petrovič Argunov (Иван Петрович Аргунов, 1729 – 1802) byl ruský malíř, jeden ze zakladatelů ruské školy portrétní malby.

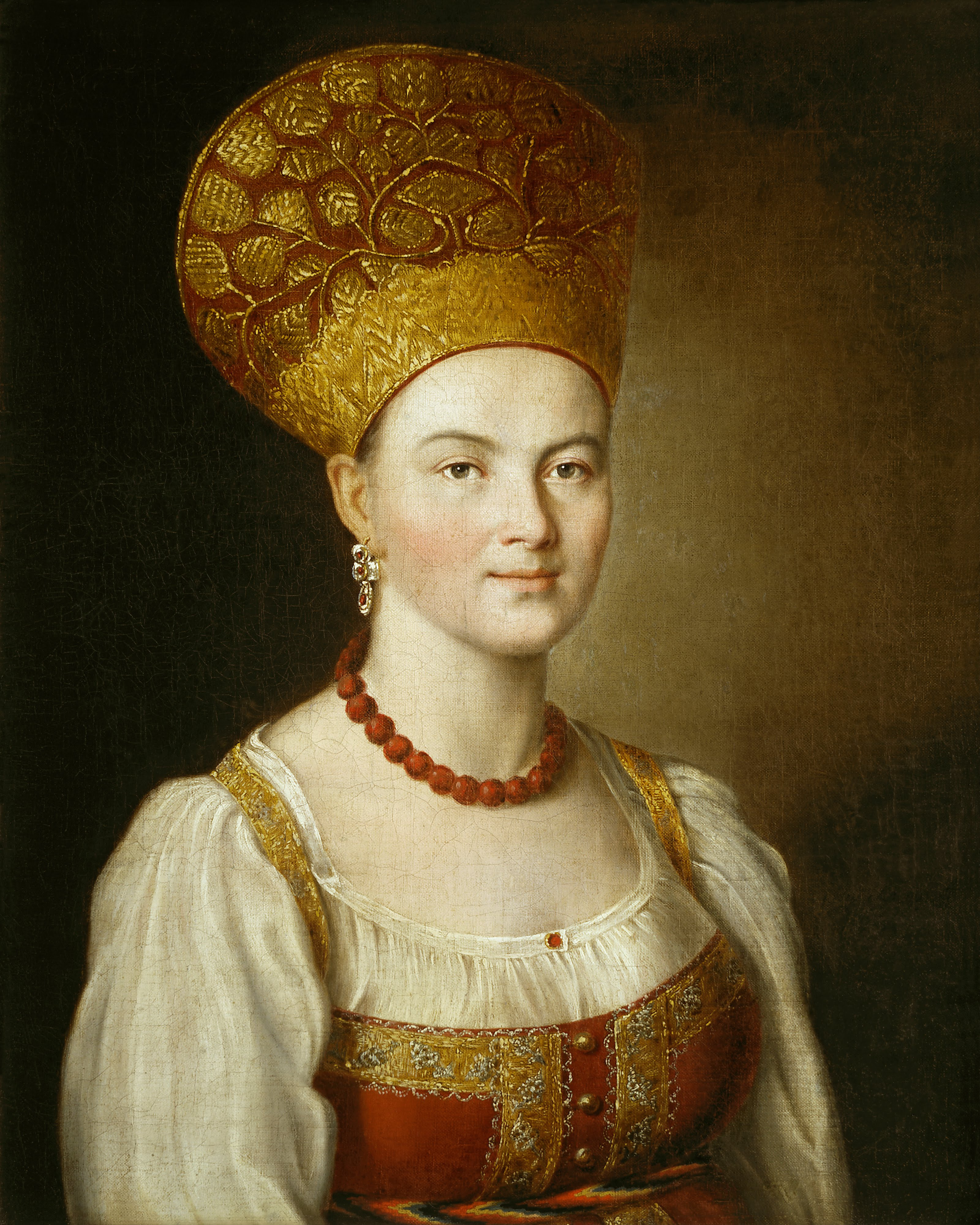
Ivan Argunov: Portrét neznámé ženy v ruském kroji (1784)

## Život
Byl nevolnického původu a dlouhá léta pracoval jako správce nemovitostí svého pána, hraběte Šeremetěva. V letech 1746–1749 studoval malbu u německého umělce Georga Grootha a dostával lekce i od svých bratranců Fjodora Leontěviče a Fjodora Semjonoviče Argunovových, kteří působili jako malíři v Petrohradu. Ivan Argunov se věnoval především malování portrétů a ikon a v 60. letech, kdy byl na tvůrčím vrcholu, maloval mnoho ceněných portrétů ruských šlechticů i chrámových obrazů. Roku 1770 byl jmenován majordomem petrohradského a poté moskevského paláce Šeremetěvů a malování omezil. V té době však vznikl jeho vrcholný obraz Portrét neznámé ženy v ruském kroji (1784).
Argunov byl rovněž významný jako učitel malby. K jeho žákům patřili Anton Losenko, Fjodor Rokotov, Kirill Golovačevskij a Ivan Sablukov. Byl také učitelem svých synů Nikolaje a Jakova, kteří se stali malíři, a Pavla, jenž byl architektem.